# Regueras de Arriba (kommunhuvudort)
Regueras de Arriba är en kommunhuvudort i Spanien.   Den ligger i provinsen Provincia de León och regionen Kastilien och Leon, i den nordvästra delen av landet, 270 km nordväst om huvudstaden Madrid. Regueras de Arriba ligger 769 meter över havet och antalet invånare är 358.
Terrängen runt Regueras de Arriba är platt. Runt Regueras de Arriba är det ganska glesbefolkat, med 22 invånare per kvadratkilometer. Närmaste större samhälle är La Bañeza, 3,2 km väster om Regueras de Arriba. Trakten runt Regueras de Arriba består till största delen av jordbruksmark.